# Нортвил (округ Сафок, Њујорк)
Нортвил (енгл. Northville, Suffolk County) насељено је место без административног статуса у америчкој савезној држави Њујорк.

## Демографија
По попису из 2010. године број становника је 1.340, што је 539 (67,3%) становника више него 2000. године.
| Група             | 2000.       | 2010.         |
| Белци             | 716 (89,4%) | 1.222 (91,2%) |
| Афроамериканци    | 31 (3,9%)   | 15 (1,1%)     |
| Азијати           | 2 (0,2%)    | 10 (0,7%)     |
| Хиспаноамериканци | 39 (4,9%)   | 78 (5,8%)     |
| Укупно            | 801         | 1.340         |